# ロシア社会民主労働党
ロシア社会民主労働党（ロシアしゃかいみんしゅろうどうとう、ロシア語: Российская социал-демократическая рабочая партия）とは、1898年に創立されたロシア帝国で最初のマルクス主義政党である。のちにボリシェヴィキとメンシェヴィキに分裂した。

## 党の創立
1890年代に入り、ロシアにおいても工業化の進展とともに労働運動が興隆し、それを基盤に様々な社会民主主義（マルクス主義）グループが形成された。そこで次第に全国的な党の創立が課題とされるようになった。
そこで当時有力だったキエフのグループが中心となり、1898年にミンスクで党の創立大会が開かれた。この大会は党名を「ロシア社会民主党」とし、すでに発行されていた『ラボーチャヤ・ガゼータ（労働者新聞）』を党中央機関紙とし、中央委員会を選出した。
中央委員会はピョートル・ストルーヴェに党の宣言の起草を依頼したが、大会直後に大量の逮捕によって解体してしまい、実質的な活動を始めることはできなかった。宣言を起草したストルーヴェは独断で党名を「ロシア社会民主労働党」とし、以後この名前が定着した。

## 機関紙『イスクラ』
1900年12月11日に機関紙『イスクラ』がミュンヘンのシュヴァービングで発刊された。当時ドイツにはレーニンがいた。
『イスクラ』の編集委員にはゲオルギー・プレハーノフがいた。プレハーノフは国際的な影響力もあり、自分が最高指導者であり、精神的支柱だと思っていた。しかし、レーニンはプレハーノフはお飾りであり、自分が指導者にであるべきだと思っていた。レーニンが『イスクラ』創刊号に綱領を発表すると、プレハーノフは平凡で、文章が下手だと批判した。プレハーノフは綱領を持ち去ったが、結局なんの改変もしないまま返してきた。レーニンはこれに憤慨し、彼への尊敬の念も消えた。プレハーノフは編集陣から抜けるといい、レーニンらは議決権を二票与えたが、プレハーノフはレーニンへの批判をやめなかった。
「イスクラ」は人気を得て、部数が常に足りなくなった。新聞制作の裏方仕事をこなしていたレーニンは、やがて独裁色を強め、意見が異なる人に我慢がならなくなっていった。レーニンは、論調は党が一つの声でまとまっているように注意しなければならないと指示し、執筆者が気づかないようなやり方でこっそり書き直しすことさえやった。
編集長となったレーニンは自分好みのやり方をスタッフに押し付け、すべての手紙を最初に読んだ。あぶりだしインクで書かれた暗号解読にスタッフがミスするとレーニンは怒り、仕事の遅れも許さない、厳しい現場監督だった。
のちに決裂してメンシェヴィキをつくるユーリー・マルトフも人気と影響力があり、イスクラの頭がレーニンとすれば、マルトフは心だった。マルトフは独創的で文学的な書き手で、イスクラ創刊一年間はレーニンよりも多く記事を書いた。
レーニンが西欧で逮捕を逃れ、自分の身に関しては危険を冒さず、安全に暮らしているときに、ロシア国内の工作員は常に危険にさらされていたが、レーニンはそのことになんの良心の呵責も感じなかった。レーニンはしばしば支持者からも肉体的な臆病さを非難されたが、レーニンは「一兵卒にとっては」そうであっても、「指導者にとっては話は別」で、「指導者が危険を冒すのは無意味だ」と抗弁した。ロシア国内の「職業革命家」は、偽造の身分証を使う「不法居住者」として、その日暮らしをしていた。彼らは隠れ家から隠れ家へと移動し、無数の暗号と偽名を使う。秘密厳守はレーニンの指示であり、これを破る人間は党を追放された。
レーニンがジュネーブに移ったあと、『イスクラ』編集部には常に意見の不一致があった。プレハーノフはレーニンと決裂寸前で、トロツキーもレーニンを嫌っていた。ザスーリチはレーニンと同じ部屋にいつことさえ耐えられなかった。マルトフは誰とでも仲良くやっていこうとしたが、しだいにレーニンに対して腹立ちを強めた。

## ボリシェヴィキとメンシェヴィキの分裂
1900年に新聞『イスクラ』を創刊したレーニン、マルトフ、プレハーノフらのグループが中心となり、1903年にブリュッセルで第二回党大会が開かれた。大会には26の組織を代表し、51票の議決権を持つ43名の代議員が参加した。そのうち過半数は『イスクラ』編集局を中心とするグループ（イスクラ派）だった。
大会は党の綱領と規約を決め、中央機関を選出した。中央機関はロシア国内において党を実践的に指導する中央委員会、国外から思想的に指導する中央機関紙、中央委員会と党評議会が対立した場合に調停を行う党評議会という三つの機関によって構成されることになった。『イスクラ』は中央機関紙となり、イスクラ派が党を支配することになった。
しかし大会の審議過程でイスクラ派は分裂した。大会の序盤で党員の資格を規定する党規約第一条が審議され、レーニンは党の組織的活動に参加することを党員の条件としたのに対し、マルトフは党に対する支持だけを条件とした。この点に関してはマルトフの案が採択された。しかし終盤で中央機関紙の地位を得た『イスクラ』編集局の選挙が行われたとき、レーニンはもともと『イスクラ』編集局を構成していた6名のうち3名を排除し、プレハーノフ・マルトフ・レーニンの3人で編集局を構成する案を提示し、採択された。これには排除された3名だけでなくマルトフも激しく反発し、大会後に決定を承認する多数派と決定を批判する少数派が相互に批判しあうことになった。これがボリシェヴィキ（多数派）とメンシェヴィキ（少数派）の発端である。
大会直後にはレーニンとプレハーノフが『イスクラ』編集局を握っていたが、プレハーノフがのちにメンシェヴィキの側に移ったため、レーニンは編集局から脱退せざるをえなくなった。『イスクラ』はメンシェヴィキの機関紙となり、ボリシェヴィキを激しく批判した。
レーニンは『一歩前進、二歩後退』などの著書で対抗し、1904年末には分派の中央部として「多数派諸委員会ビューロー」を創設した。このビューローは1905年1月に新聞『フペリョード』を創刊した。
双方の対立と中傷の言い合いは大会後も続き、党内の習慣となった。レーニンらはマルトフらを「裏切り者」「組織破壊者」「日和見主義者」「ジロンド派」「改良主義者」と罵った。マルトフらはレーニンらを「ロベスピエール」「ジャコバン派」「テロリスト」「暴君」「政治的な死骸」と非難し、レーニンの文章については、「けちくさい非常識な個人的な悪意、自己陶酔、無感覚」ばかりで、「戦い」とか「こき下ろし」といったいつも同じでつまらない表現の繰り返しであると批判した。
レーニンは、ジュネーブで対立する（といってもかつて同志だった）議員を街で見かけたら、道の反対側にいって遭遇を避けるというルールを定めたり、街を歩いていてもメンシェヴィキの話になるとレーニンは自制を失い、悪意ある汚い罵りをおこない、突然たちどまり、攻撃するように前に飛び出した。当時のレーニンにとっての敵は、皇帝でもブルジョワでもなく、古くからの「友」で同志であったはずのマルトフとメンシェヴィキのことだった。レーニンは汚い手も使った。フョードル・ダンを味方につけるために、レーニンはメンシェヴィキの有力者の私生活に関する性的なゴシップを取引材料に使った。ただし、この策略は失敗した。
レーニンは信頼していた同志や称賛していた人々を失っていった。1903年にはトロツキーとも決裂し、レーニンはトロツキーを「ユダ(裏切り者）」「人でなし」「下劣な出世主義者」「空虚な言い回しと大言壮語」「左翼のふりをしながら必死で右翼を助けている」と非難し、トロツキーも同じようにやりかえした。トロツキーはのちにレーニンは悪口の名人であり、レーニン主義の体系は嘘と歪曲だけでできあがっており、レーニンのいう「プロレタリア独裁」とは、「（プロレタリアによる独裁ではなく）プロレタリアに対する独裁」を意味すると予言的に述べた。
やがてレーニンは社会民主主義を、政治的に腐敗した、坂道を滑り落ちていく運命にあることを確信すると書くようになり、社会民主主義から離脱していくことになる。

## ロシア第一革命と両派統合の試み
ボリシェヴィキとメンシェヴィキの当初の対立点は組織問題だったが、論争が展開するにしたがって戦術問題にも対立が波及していった。
1905年に血の日曜日事件によってロシア第一革命が始まると、メンシェヴィキは革命の性格をブルジョア革命と規定した上で「急進的な革命的反政府党」にとどまることを決定した。それに対してボリシェヴィキは「プロレタリアートと農民の革命的民主主義的独裁」というスローガンを掲げ、武装蜂起の準備を進めた。
ボリシェヴィキは同年4月に単独で第三回党大会を開き、中央機関紙として『プロレタリー』を発刊することを決めた。
分裂を嫌う労働者大衆の圧力により、ボリシェヴィキとメンシェヴィキは統一交渉を始め、1906年4月にはストックホルムで統一党大会（ボリシェヴィキの観点では第四回党大会）が開かれた。この大会ではメンシェヴィキが多数派となった。1907年4月にはロンドンで統一党大会（ボリシェヴィキの観点では第五回党大会）が開かれ、ボリシェヴィキが多数派となった。しかしこの二つの大会は党の分裂を克服することはできなかった。
1906年3月から4月にかけて行われた第一国会の選挙の際、ボリシェヴィキはまだ革命期が続いていると考えてボイコット戦術を取り、メンシェヴィキは選挙に参加した。しかしボリシェヴィキもストックホルム大会の決定を受けてまだ選挙が終わっていない地域の選挙に参加した。社会民主労働党は478議席中18議席を獲得した。1906年7月に第一国会が解散され、第二国会が招集されるとボリシェヴィキはボイコット戦術を放棄し、選挙に参加した。11月から翌年1月にかけて行われた第二国会の選挙では社会民主労働党は518議席中65議席を得た。

## 反動期における四分五裂
1907年6月3日、ツァーリ政府の首相ストルイピンは第二国会を解散し、社会民主労働党の国会議員を逮捕した。これにより第一革命は終わり、ロシアは反動期に入った。選挙法が労働者に不利なように改悪されたため、社会民主労働党が第三国会の選挙で得た議席は442議席中19議席となった。
この反動期において、ボリシェヴィキの一部は国会議員を召還すべきだと主張した。召還主義と呼ばれる。また、国会議員に党への従属を要求する最後通牒をつきつけるべきだ、という最後通牒主義も現れた。これらのグループは1909年に独自の機関紙として『フペリョード』を創刊し、レーニン派と対立した。
一方、メンシェヴィキの中からは召還主義とは正反対の考え方が出てきた。非合法の地下活動を清算して合法的な大衆組織での活動にエネルギーを集中することを主張するもので、ボリシェヴィキからは解党主義と呼ばれた。メンシェヴィキの中でもプレハーノフを中心とするグループはこの考え方に反対し、党維持派メンシェヴィキを形成した。

## 党資金と「強制収奪」
『イスクラ』資金源には、書店と出版社の経営者で資産家だが上流階級を嫌っていたアレクサンドラ・カルムイコワからの3600ルーブルとその友人からの資金、ゴーリキーの友人で繊維業界の大立者のサーヴァ・モロゾフからの毎月2000ルーブルの献金などがあった。モロゾフはロマノフ王朝の命運が尽きかけていると確信しており、「敵とも友達になっておく必要がある」と語る危険の分散方法を知っていた実業家だった。ロシア第一革命後、モロゾフはロシア社会民主労働党への支援金を増やした。当時急進的でリベラルな層にとって革命政党に献金することは良い趣味（ボン・トン）とされており、弁護士、技術者、医師、銀行の重役、ツァーリ政府の当局者さえも献金した。
しかし、やがてロシア社会民主労働党の活動資金は、富豪からの献金では足りなくなった。レーニンは強盗集団を組織し、「技術委員会」の責任者にレオニード・クラーシン、まとめ役リーダーにスターリンを据えた。スターリンはロシア国内で「エクスプロ(強制収奪)」と呼ぶ強盗を繰り返し、銀行、蒸気船ニコライ一世号の金庫、郵便局、鉄道の駅を襲った。クラーシンは偽札印刷を計画したが、これは実現しなかった。
マルトフ、プレハーノフ、メンシェヴィキたちは愕然とし、ごく当然の道徳的な理由で犯罪にかかわることをのぞまなかった。レーニンは彼らを軽蔑し、「子山羊の手袋をつけて革命を成し遂げることなぞできない」と言った。
1907年春のロンドンでの第五回党大会でメンシェヴィキとボリシェヴィキの対立がはげしく、ゴーリキーも大会は険悪で、自分の革命への熱狂も凍ったと語った。最大の争点は「強制収奪」だった。マルトフはこれはボリシェヴィキのための資金集めであり、（党にとっては）泥棒行為だと非難した。レーニンはあざけりながら、君たちは革命のためになにか用意しているのか、戦闘集団は自由に行動し、当局者全般の個人的安全への損害を最大限にすると述べ、強盗を正当化した。しかし、大会では収奪を容認しないとレーニンが約束し、収奪は禁止された。

### チフリス銀行強盗事件
ところが、その数週間後、1907年7月、スターリン指揮で、グルジアの首都ティフリス（トビリシ）で白昼堂々と、ロシア国立銀行へ運ぶ現金輸送馬車を襲撃するというチフリス銀行強盗事件が起きた。ボリシェヴィキ強盗団は、25万-34万ルーブル（現在では400万米ドル以上）を持ち去り、15人の無関係な通行人が爆弾や銃撃で死に、50人が重傷をおった。これはヨーロッパの革命政党も動揺した。レーニンは表向きは距離をとっていたが計画の詳細を承知し、承認していた。盗んだ紙幣はヨーロッパの諸都市で両替されたが、紙幣の番号を追跡され、十数人の党活動家が逮捕された。

### シュミット遺産事件
レーニンは二人の十代の少女が相続した遺産を詐取する計画をたてた。これはレーニンの最も恥知らずな面を示す。レーニンはボリシェヴィキの利益になるなら、平気で嘘をつき、盗み、人を騙し、殺すことをいとわなかった。「プロレタリアの大義のために行われることはすべて誠実だ」と語った。
サーヴァ・モロゾフは1905年5月に自殺すると、かなりの財産をロシア社会民主労働党に遺贈した。しかしレーニンは残りの遺産を欲しがった。モロゾフは甥のニコライ・パヴロヴィッチ・シュミットにも財産を残した。シュミットもロシア社会民主労働党支持者だったが、ボリシェヴィキの支持者ではなかった。
シュミットは警察に暴徒を支援したかどで逮捕され、尋問を受け、収監され、1907年2月に獄中で死亡した。レーニンはこの知らせを聞くと、シュミットの二人の妹に、ハンサムな若い活動家を派遣し、ロマンス詐欺のような手口で資産獲得を計画し、実行した。計画は成功し、二組は結婚式をあげることになった。
姉のエカチェリーナは19歳で、夫婦は少額を党に渡しあとはフランスに出奔した。レーニンは裏切りに激怒した。
17歳の妹エリザヴェータは、未成年だったが、27万984フランの財産（現在の価値で200万米ドル）をロシア社会民主労働党に遺贈した。レーニンの妻ナージャはこの事件に愕然とし、身の毛がよだつ思いだしたとのべた。レーニンは、個人的にはこの計画に吐き気をおぼえるが、エリザヴェータと結婚した活動家タラトゥタについて「まさに彼が悪党だから、われわれに必要なのは悪党なのかもしれない」と語った。
シュミットの遺産について、メンシェヴィキはこれは社会民主労働党に遺贈されたもので、ボリシェヴィキに対して遺贈されたのではないと主張したが、レーニンはボリシェヴィキのために確保しようとした。調停を委ねられたカウツキーはレーニンからの資金要求にうんざりして、資産管理を退任した。
レーニンはスイスで党員十数人に200-600フランの月給を払い、自分は350フランをうけとった。このほか、母親から送金をうけた。ナージャは晩年、スイスでの生活は質素ではあったが、極貧でなく、飢えてもいなかったと述べている。

## トロツキーらによる『プラウダ』創刊
以上のような四分五裂の状況の中で、トロツキーを中心とするグループは党の統一を回復することを目指し、1908年にウィーンで『プラウダ』を創刊した。この活動は一定の成功をおさめた。
1910年1月にはパリで党中央委員会総会が開かれ、各派の代表によって分派の清算が合意された。しかしこの合意は守られず、レーニン派は独自の党の建設を目指す動きを強めていった。

## レーニン派の独立
1912年1月、レーニン派はプラハで党維持派メンシェヴィキとともに党協議会（プラハ協議会）を開いた。この協議会は新たな中央委員を選出し、解党派を党から追放した。ロシア社会民主労働党の分裂は最終段階に達した。
トロツキーを中心とするグループはプラハ協議会に対抗して党の統一を回復しようとし、1912年8月にパリで協議会を開いた。これにはレーニン派以外の全てのグループが参加し、「八月ブロック」を形成した。しかし「反レーニン」以外の共通項が存在しない寄り合い所帯だったため、実質的な成果をもたらすことなく終わった。

## ロシア共産党（ボリシェビキ)の成立
1917年2月と10月の二つのロシア革命を経て、レーニンおよびボリシェヴィキは権力を掌握した。その後、レーニンらは1918年にロシア共産党（ボリシェビキ）Rossiiskaya Kommunisticheskaya partiya （bol'shevikov）と改称した。1925年全連邦共産党（ボリシェビキ）、1952年、ソビエト連邦共産党に改称した。

## その後のメンシェビキ
ロシア革命後、メンシェビキは非合法となり、消滅させられた。マルトフらは亡命し、1921年に社会主義通報(Sotsialisticheskii Vestnik)を発刊し、1963年まで活動を続けた。